# برتناخ
برتناخ (به فرانسوی: Brettnach) یک کمون در فرانسه است که در Canton of Bouzonville واقع شده‌است.

## خصوصیات
برتناخ ۵٫۹ کیلومترمربع مساحت و ۴۴۱ نفر جمعیت دارد و ۲۶۰ متر بالاتر از سطح دریا واقع شده‌است.